# Joseph Orbeli
Orbeli (arménien : Հովսեփ Աբգարի Օրբելի , Hovsep Abgari Orbeli ; 20 mars (OS 8 mars) 1887 - 2 février 1961) est un orientaliste, personnalité publique et académicien soviétique et arménien, spécialisé dans l'histoire médiévale de la Transcaucasie et administrateur du musée de l'Ermitage à Leningrad de 1934 à 1951. Il est le fondateur et le premier président de l'Académie nationale des sciences arménienne (1943-1947).

## Biographie

### Jeunesse et éducation
Né dans la famille Orbeli à Kutaisi en Géorgie russe en 1887, Joseph Orbeli termine ses études secondaires dans un gymnase classique à Tbilissi. En 1904, il est admis à l'Université de Saint-Pétersbourg. Il étudie l'histoire et la philologie (avec un accent particulier sur le latin et le grec) et obtient son diplôme de l'université en 1911.
Durant ses années d'études, Orbeli accompagne son professeur, Nicolas Marr, en Arménie russe, où il participe aux fouilles des ruines de la capitale arménienne médiévale d'Ani. Marr pousse son élève à s'immerger pleinement dans les domaines de l'archéologie, de la littérature, de la lithographie et de la linguistique ; sinon, raisonnait Marr, il se retrouverait mal préparé dans ses recherches et ses études.

### Etudes archéologiques
Après avoir obtenu son diplôme, Orbeli repart pour l'Arménie. Il devient directeur d'un musée sur place établi à Ani et, pendant les absences de Marr, dirige fréquemment lui-même les fouilles. Il se rend également au Haut-Karabagh (plus précisément, dans la région historique de la Principauté de Khachen), collectant et catégorisant du matériel lithographique. Orbeli réussit également à se rendre en Arménie occidentale, où il étudie les monuments arméniens, seldjoukides et ourartiens et mène des recherches sur les dialectes arméniens et kurdes.
Progressivement, Orbeli s’impose comme la principale autorité mondiale en matière d’antiquités arméniennes. En 1912, il devient membre de la Société archéologique impériale russe et en 1914, il commence à enseigner les études arméniennes et kurdes à l'Université de Saint-Pétersbourg. En 1916, il participe à une expédition archéologique russe autour de la région du Lac de Van ; c'est là qu'il découvre une inscription attribuée au roi urartéen Sarduri II.
Il continue son travail à l'Université de Saint-Pétersbourg ; en 1917, il est nommé professeur adjoint d'études arméno-géorgiennes, mais enseigne également occasionnellement à l'Institut Lazarev des langues orientales de Moscou.

### Travaux universitaires
Dans les années qui précèdent la Révolution russe, Orbeli publie un certain nombre de livres, dont un catalogue d'objets trouvés à Ani et une série d'études portant sur la philologie classique, l'histoire arménienne, l'archéologie et l'art. Cela conduit à sa nomination au musée de l'Ermitage en juillet 1934 qu'il dirige à travers les difficultés des purges de Staline.
En décembre 1941, le mois le plus meurtrier du Siège de Léningrad, Orbeli dirige un festival consacré à Mir Alicher Navoï, un poète et philosophe turc médiéval,. Orbeli enrichit considérablement les collections d'art oriental du musée, ce qui en fait l'un des meilleurs musées d'art oriental au monde. Le rôle d’Orbeli en tant que directeur de l’école nationale d’études caucasiennes n’est pas moins important. Orbeli souligne l’importance des études linguistiques pour une bonne compréhension des processus historiques.
En 1934, en tant que membre de la délégation soviétique, il se rend en Iran pour les Célébrations du Millénaire de Ferdowsi et visite les villes de Téhéran et de Machhad. Un an plus tard, il organise le 3e Congrès international d'art et d'archéologie iraniens au musée de l'Ermitage et l'exposition qui l'accompagne.
De 1955 à 1960, il est responsable de la Faculté d'études orientales de l'Université de Leningrad.
Il est enterré au cimetière Bogoslovskoe à Leningrad. Il joue dans le film Russian Ark en tant que directeur de l'Ermitage.

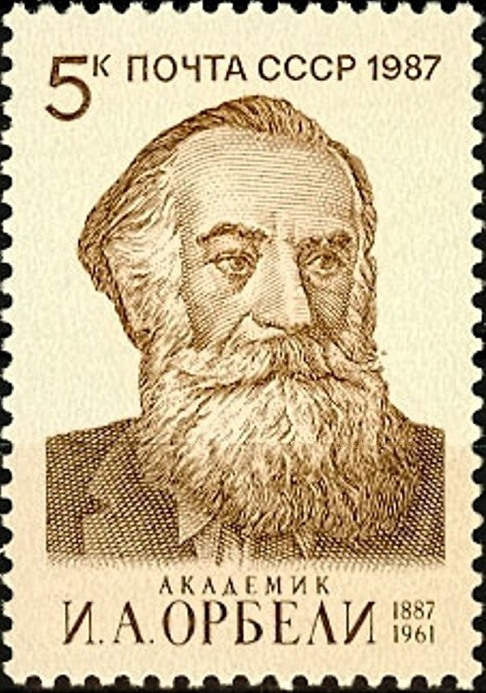
Orbeli sur un timbre soviétique de 1987
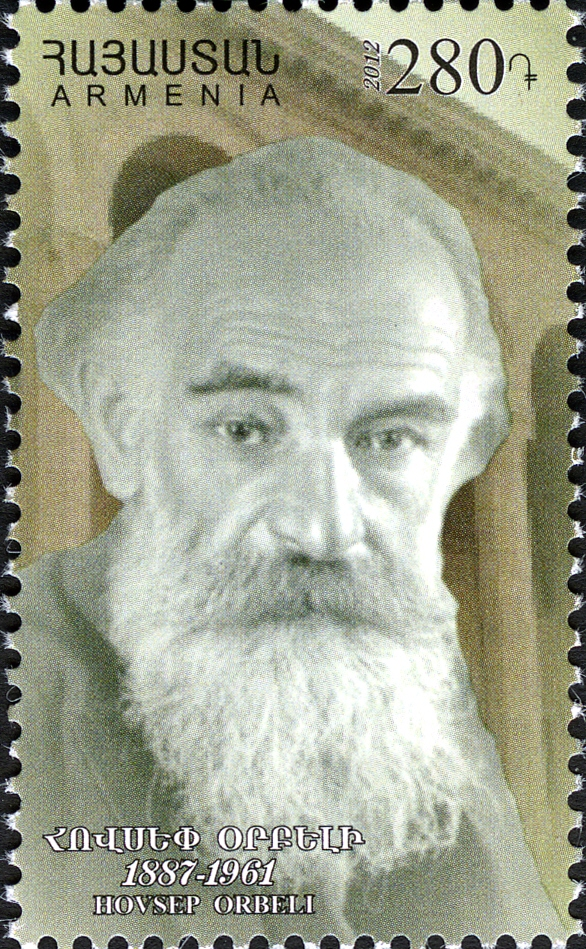
Joseph Orbeli sur un timbre arménien, 2012